# Opotiki
Opotiki – miasto w Nowej Zelandii. Położone w północnej części Wyspy Północnej, w regionie Zatoka Obfitości, 4 169 mieszkańców. (dane szacunkowe - styczeń 2010).

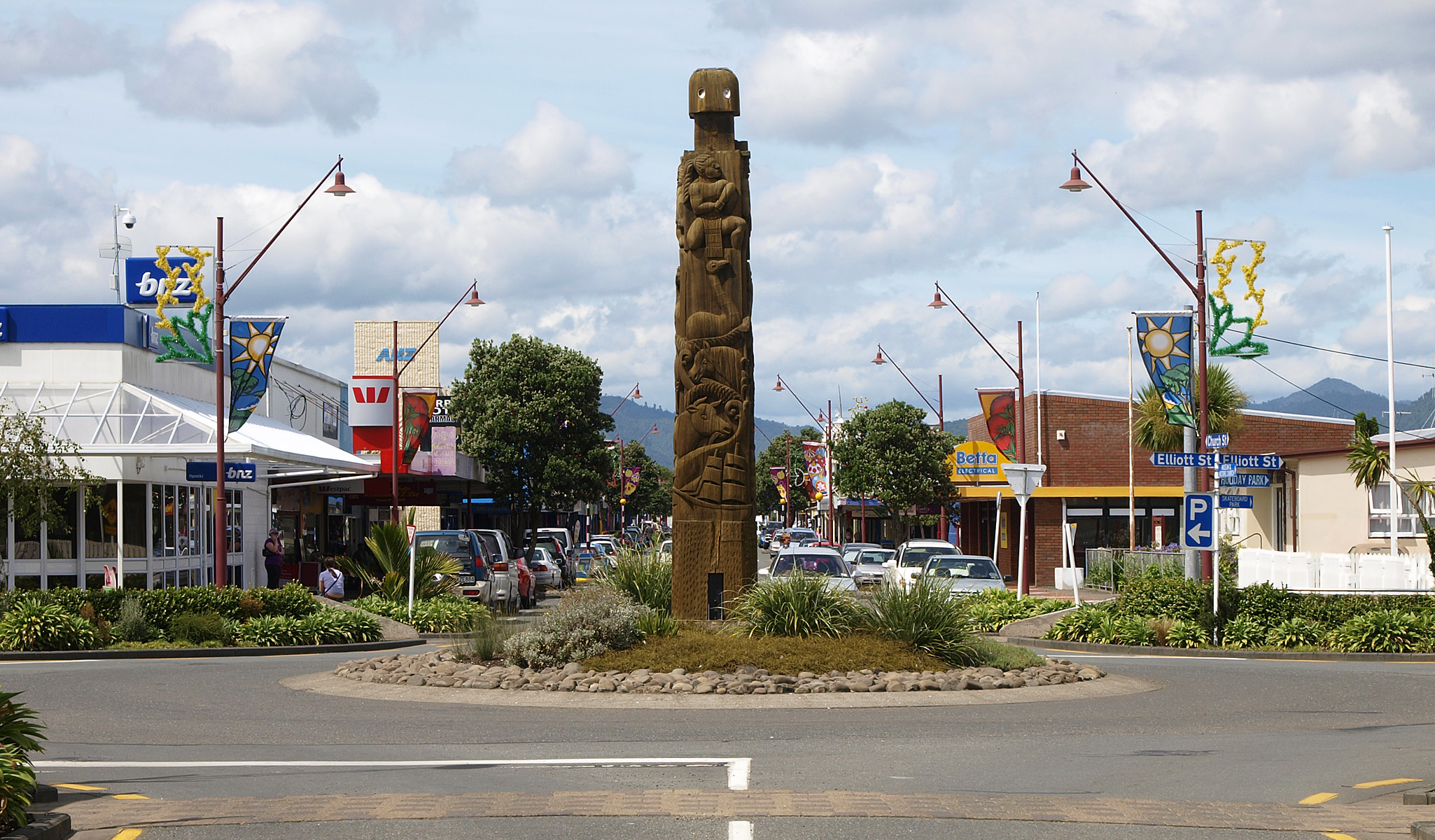